# Radkyně
Radkyně je malá vesnice, část města Nová Paka v okrese Jičín. Nachází se asi 3,5 km na jihovýchod od Nové Paky. V roce 2014 zde bylo evidováno 36 adres. V roce 2001 zde trvale žilo 52 obyvatel.
Radkyně je také název katastrálního území o rozloze 2,1 km2.